# クジャクシダ

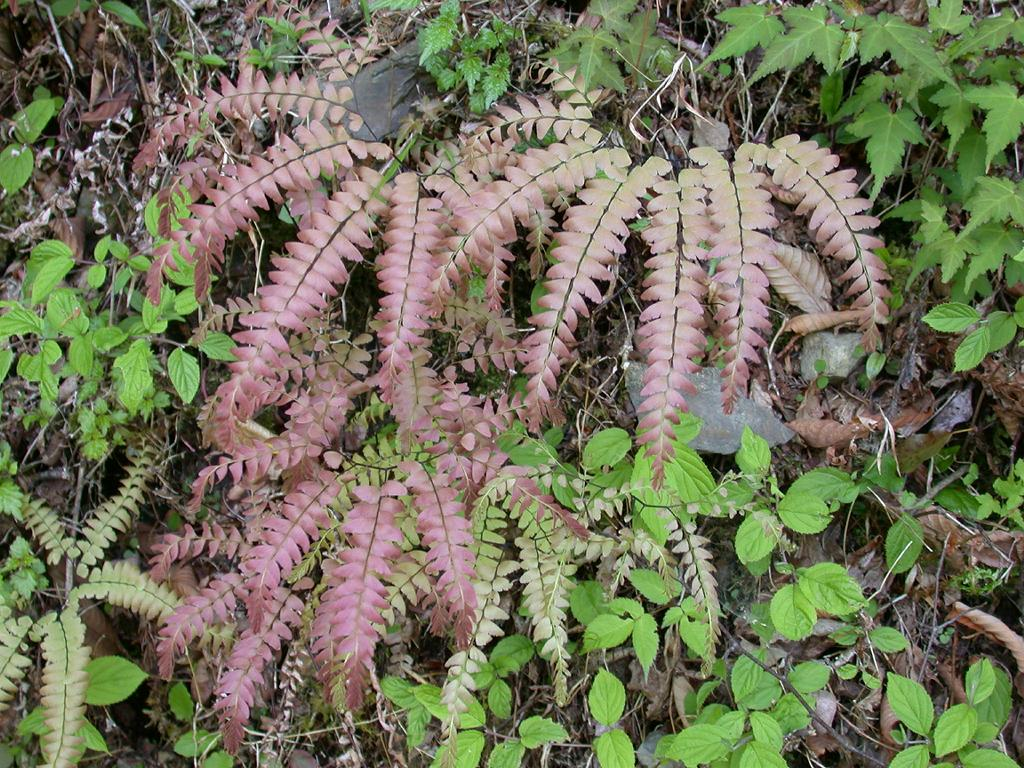
赤く色づいた若葉

クジャクシダ（孔雀羊歯、学名: Adiantum pedatum）は、ホウライシダ科ホウライシダ属の夏緑性のシダ植物である。
葉の枝分かれに特徴があって、それぞれに羽状複葉になった枝（羽片）を扇のように広げた姿がクジャクの尾羽を思わせるのが和名の由来である。クジャクソウとも呼ばれる。

## 特徴
茎は短く、地下にあってやや横に這う。茶色の鱗片が密生し、春には多数の葉が束生する。
葉柄は細くて硬く、表面には光沢がある。長さは15-45 cm、基部には鱗片がつく。葉は長さ15-25 cm、幅が30 cmにもなり、非常に横に広く広がった形で、いわゆる鳥足状になっている。地面から伸びる葉柄の先端部から左右に横枝が伸び、それに一回羽状複葉の葉が並んで、全体としては扇を広げたような形になる。これは、羽状複葉の葉の、一番下の枝が左右に伸び、その枝につく小羽片がこのような形になったもので、元々は又状仮軸分岐であると考えられている。この分枝を偽又状分枝ということもある。軸は細くて硬く、黒褐色で艶がある。小葉は薄くてやや硬く、幅広い扇型をしている。この特徴的な羽状複葉になった枝が和名のクジャクシダの由来になっている。若葉は赤みを帯びる。胞子のう群は小葉の上縁に並ぶ。
夏緑性で、冬にはすべての葉が枯れる。

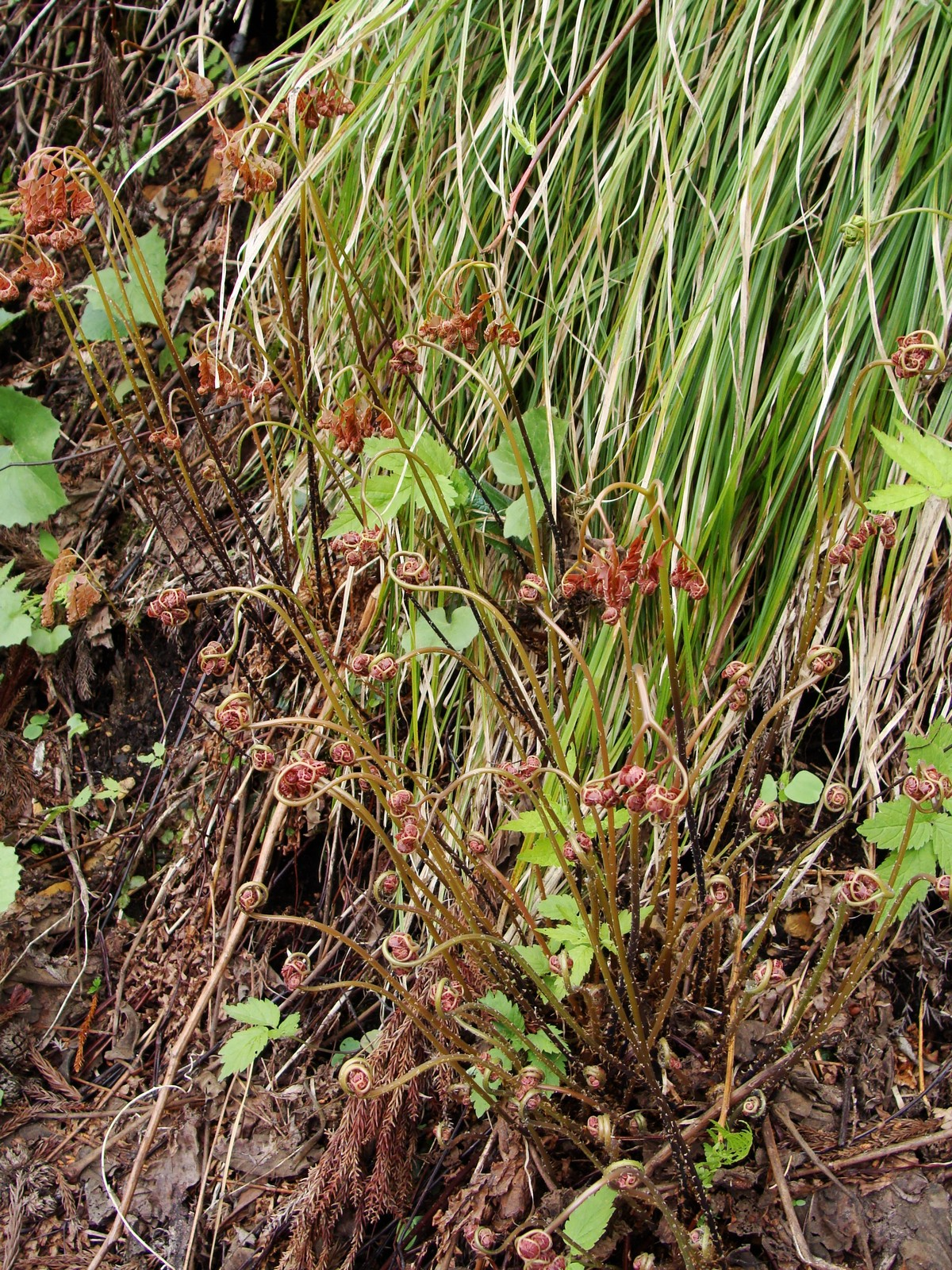
葉柄が伸びていく様子
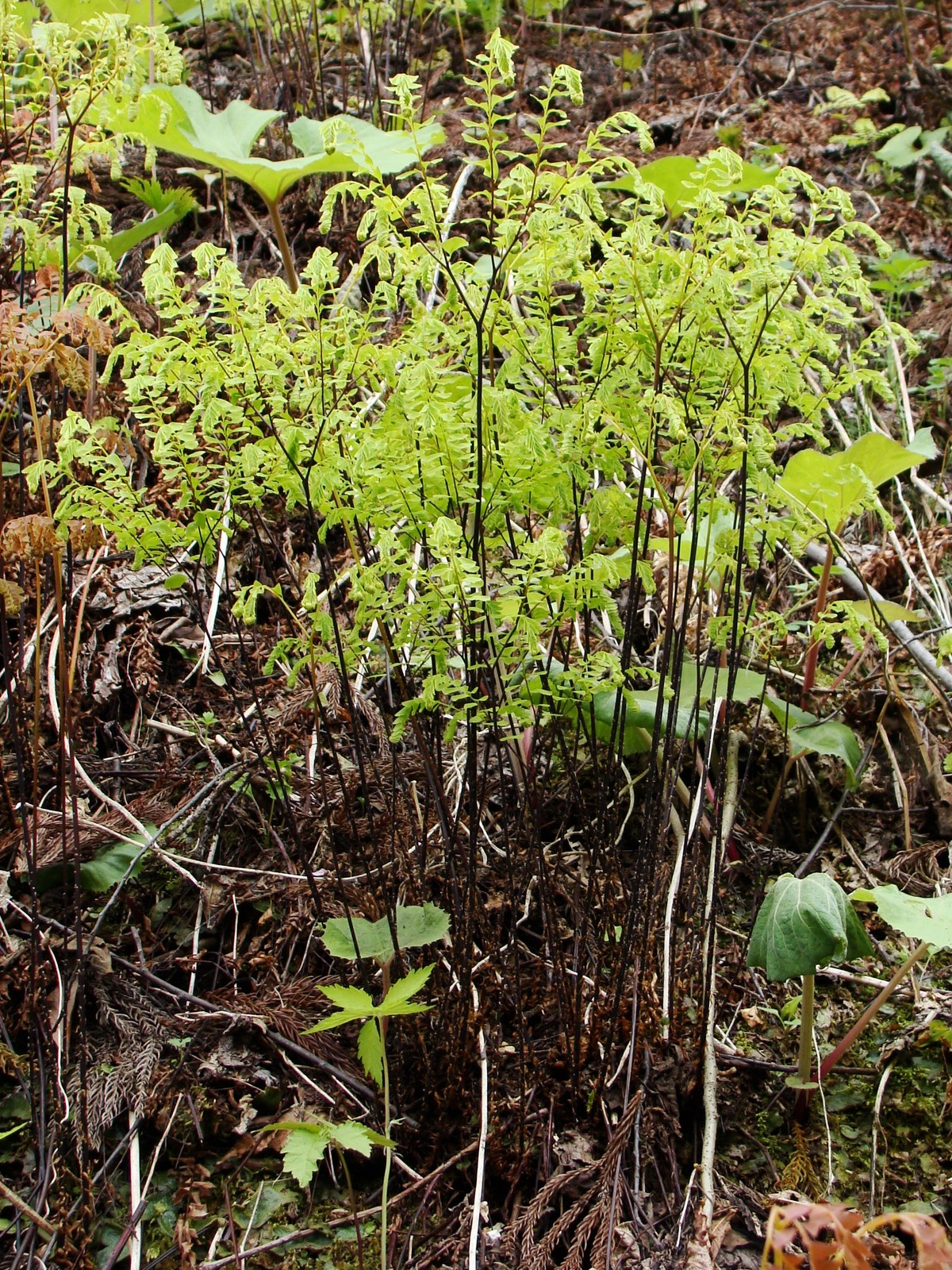
数年経過するとこのように大きな株になる

## 分布など
日本では北海道、本州に広く分布し、四国と九州では一部で見られる。国外ではヒマラヤから東アジア、北アメリカに分布し、遺伝子的には若干の分化が見られる。
普通、やや明るい森林内の地面に出現する。時には岩の上に出ることもある。

## 利用
新葉の頃に小葉が赤く色づくことがあり、古くから山野草として栽培されることがある。栽培は簡単で、比較的土を選ばない。なお、地方変異や特殊なものも少なく、乱獲もあまり受けていないので、野生のものもよく見かけられる。

## 類似種
ホウライシダ属には多数の種があるが、中にいくつか「クジャクシダ」の名を持つものがある。
ホウライクジャクシダ Adiantum capillus-junonis Rupr.
クジャクシダとは異なり、単羽状複葉。
オキナワクジャクシダ Adiantum flabellulatum L.
多分、形ではクジャクシダに一番似ているだろう。やはり横長な葉を広げる。ただし、常緑性で、葉はやや硬い。クジャクシダに比べ、葉身は長さ幅とも13 cm前後と小型で羽片の数は少ない。日本では琉球列島の屋久島、奄美大島、沖永良部島、沖縄諸島、八重山諸島に分布し、森林内の地上に見られる。かつて熊本県天草でも1970年に一度だけ記録されたが、その後絶滅したとされる。国外ではアジアの熱帯域に広く分布する。

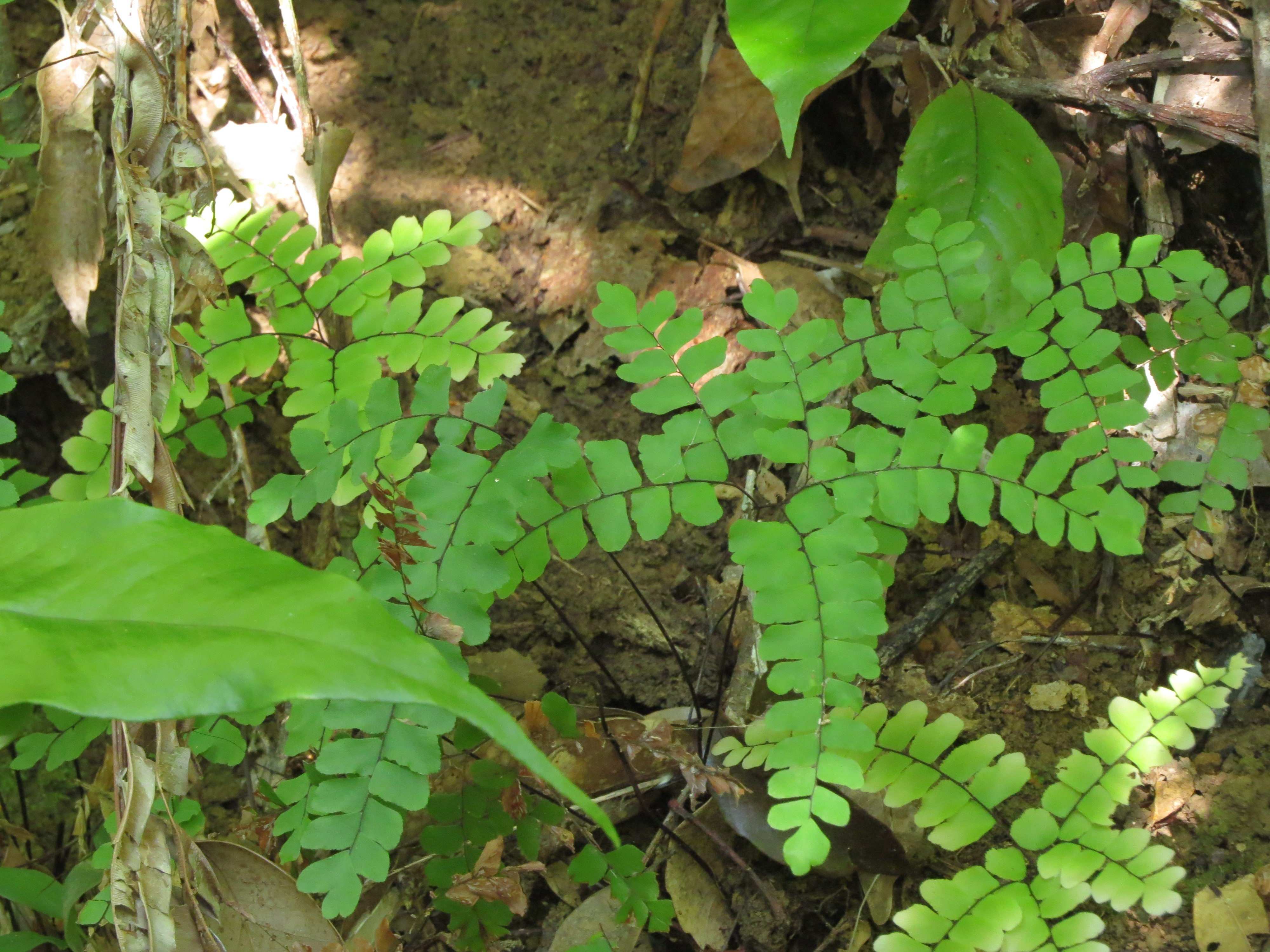
オキナワクジャク 西表島2018年11月